# Денисовська (Верховазький район)
Дени́совська (рос. Денисовская) — присілок у складі Верховазького району Вологодської області, Росія. Входить до складу Шелотського сільського поселення.

## Населення
Населення — 51 особа (2010; 63 у 2002).
Національний склад (станом на 2002 рік):
- росіяни — 100 %